# Montcharvot
Montcharvot település Franciaországban, Haute-Marne megyében. Lakosainak száma 40 fő (2022. január 1.). Montcharvot Bourbonne-les-Bains, Chézeaux, Coiffy-le-Haut és Voisey községekkel határos.

## Népesség
A település népességének változása:
| Lakosok száma | 34   | 30   | 33   | 38   | 37   | 35   | 33   | 32   | 32   | 40   |
|               | 1968 | 1982 | 1990 | 2006 | 2013 | 2015 | 2017 | 2019 | 2020 | 2022 |